# Mykhaïlo Drapatiy
Mykhaïlo Vassyliovytch Drapatiy (en ukrainien : Михайло Васильович  Драпатий), né le 21 novembre 1982 à Kamianets-Podilskyï, est un officier des forces armées de l'Ukraine. Il est commandant des forces terrestres ukrainiennes du 29 novembre 2024 jusqu’à sa démission le 1er juin 2025. 

## Biographie

### Jeunesse et débuts
Mykhaïlo Vassyliovytch Drapatiy naît le 21 novembre 1982 à Kamianets-Podilskyï dans l'oblast de Khmelnytskyï. 
Après avoir terminé ses études, il s'inscrit à l'Institut militaire des forces blindées d'Ukraine, basé à Kharkiv. Mykhaïlo Drapatiy quitte l'institut en 2004 et commence sa carrière militaire comme lieutenant dans la 72e brigade mécanisée, basée à Bila Tserkva, dans l'oblast de Kiev.

### Guerre du Donbass
Lors de la guerre du Donbass, Mykhaïlo Drapatiy est engagé dans la zone d'opération anti-terroriste, théâtre des combats contre les forces séparatistes du Donbass. 
Il a le grade de major, avec l'indicatif d'appel militaire « Rubin » et commande le 2e bataillon mécanisé de la 72e brigade. Il participe, le 9 mai 2014, à une opération de libération d'otages à Marioupol, alors sous contrôle séparatiste. La photo du blindé BMP qu'il commande, enfonçant une barricade dans une rue de la ville, se répand de manière virale en ligne. En août 2014, il dirige un groupe d'intervention chargé d'aller libérer plusieurs unités ukrainiennes d'une situation d'encerclement, lors de la frappe de roquettes sur Zelenopillia, dans l'oblast de Louhansk.
Il est ensuite promu au grade de lieutenant-colonel et retourne se former à l'université de la Défense nationale. Il est réaffecté dans le Donbass et y effectue des tâches de combat jusqu'en août 2016. Le 17 octobre 2016, il est nommé à la tête de la 58e brigade d'infanterie motorisée, qui combat notamment l'année suivante à proximité de l'autoroute de Bakhmout.
En 2019, il monte en grade avant de quitter la brigade pour retourner suivre deux années de cours à l'académie. Il reçoit son diplôme le 18 juin 2021 et est nommé commandant adjoint du commandement opérationnel nord, puis affecté au commandement des forces conjointes en tant que responsable adjoint à la formation.

### Invasion russe de l'Ukraine
Peu de temps avant le début de l'invasion de l'Ukraine par la Russie, Mykhaïlo Drapatiy est élevé au grade de général de brigade. Quelques semaines plus tard, le 17 mars 2022, en tant que commandant adjoint du commandement opérationnel sud, il parvient à enrayer l'avancée russe en direction de Kryvyï Rih, avant de participer, à la tête de sa brigade, durant l'automne 2022, à la contre-offensive de Kherson, qui aboutit à la libération de la ville. 
Le 10 février 2024, il devient chef adjoint de l'état-major général des forces armées ukrainiennes, responsable de la formation. En mai, il prend les commandes d'une des unités du groupe opérationnel Khortytsia et mène la défense de l'oblast de Kharkiv contre les avancées russes,. 
En octobre 2024, Mykhaïlo Drapatiy devient général de division (major général). Le 29 novembre 2024, il est nommé commandant des forces terrestres ukrainiennes, en remplacement d'Oleksandr Pavliouk. Le 26 janvier 2025 s'ajoute à cette fonction celle de commandant du groupe opérationnel Khortytsia.
Le 1er juin 2025, il démissionne de son poste de commandant des forces terrestres après une frappe de missile russe ayant tué plusieurs soldats ukrainiens en formation sur un camp d'entraînement, près de Dnipro.

## Vie privée
Mykhaïlo Drapatiy est marié et le couple a deux enfants.

## Récompenses et distinctions
- Ordre de Bohdan Khmelnitsky, IIIe, IIe et Ire  classes (2016, 2018, 2022)